# Concha Cuetos
Concepción Cuetos Suárez més coneguda com a Concha Cuetos (Madrid, 17 de gener de 1944), és una actriu espanyola.

## Biografia
Va viure a Tànger en la seva joventut pel treball del seu pare, el periodista asturià Aladino Cuetos Martínez (?-20/10/1983), que ocupava el lloc de director en Radio Tánger i la seva mare Florentina Suárez.

### Anys 1960 i 1970
S'inicia en el món de l'espectacles a principis dels anys seixanta participant en el programa Escala en hi fi que s'emetia per Televisió espanyola amb direcció de Fernando García de la Vega i en el qual, mitjançant la tècnica de play-back, actors desconeguts posaven la seva imatge a les veus de cantants consagrats.
Sota el nom artístic de Conchita Cuetos, els seus primers anys professionals van estar estretament vinculats a televisió i, excepte un petit paper a Canción de juventud de 1962, no treballa en cinema fins a 1974 amb la cinta Open season de Peter Collinson. Fins llavors, i durant tota la dècada anterior, interpreta desenes de papers en els múltiples espais dramàtics que la televisió del moment emet diàriament: Coincideix amb Ibáñez Serrador en alguns episodis de Tras la puerta cerrada (1965) i Historias para no dormir (1966-1967); participa en sèries com Tengo un libro en las manos (1966), Hermenegildo Pérez, para servirle (1966), - on coincideix per primera vegada amb Carlos Larrañaga -, Hora Once (1971) o Historias de Juan Español (1973). A més, a Estudio 1, realitza entre d'altres, les obres El perro del hortelano (1966), La herida del tiempo (1967) o La herida luminosa, de Josep Maria de Sagarra (1968).
A partir de la segona meitat dels anys setanta disminueix la seva presència en els platons de TVE, i la seva carrera cinematogràfica no acaba d'enlairar: entre 1975 i 1985 roda tan sols cinc pel·lícules, entre les quals Los pájaros de Baden-Baden (1975), de Mario Camus i Largo retorno (1975), de Pedro Lazaga. En aquesta època centra la seva activitat artística en el teatre.

### Anys 1980 i 1990
La seva carrera, en els anys vuitanta es manté en un pla discret i participa com a secundària en les sèries Verano azul (1981) - en la que interpreta a Pilar, la mare de Desi (Cristina Torres) i, en un dels episodis, esposa de Carlos Larrañaga - i Don Baldomero y su gente (1982), vehicle per al lluïment de Luis Escobar.
No obstant això, a partir de 1986 recupera popularitat en protagonitzar la sèrie d'enorme èxit Tristeza de amor, del seu marit Manuel Ripoll, al costat d'Alfredo Landa.
En els següents anys, intervé en algunes pel·lícules d'escàs relleu i fa doblatge, fins que en 1991 Antonio Mercero, a la vista de la impossibilitat de Concha Velasco d'assumir el personatge, li atribueix el paper protagonista en la sèrie de major èxit de la televisió d'Espanya en els anys noranta: Farmacia de guardia a Antena 3. en Antena 3. Així, durant quatre anys, Concha Cuetos es transforma en l'apotecària Lourdes Cano i es guanya de nou el respecte de la crítica i l'afecte del públic. Per segona vegada interpretava a l'esposa de Carlos Larrañaga.

### Dècada de 2000
Després de la popularitat i el reconeixement que li suposa la sèrie, els seus següents papers no han destacat especialment en el panorama artístic. Ha rodat algunes pel·lícules menors i ha interpretat personatges secundaris en sèries com En plena forma (1997), amb Alfredo Landa, Jacinto Durante, representante (2000) o Divinos (2006).
En 2007 interpreta al teatre l'obra Llama un inspector, de J.B. Priestley i un any després encarna a Brígida en una nova versió de Don Juan Tenorio, de José Zorrilla.
En 2009, i després de 18 anys, torna a interpretar el personatge de Lourdes Cano, protagonista de la sèrie de major èxit a Espanya, Farmàcia de guardia en la pel·lícula homònima que va emetre Antena 3 per a celebrar els 20 anys de la cadena.
En 2011 estrena al María Guerrero l'obra Yo, el heredero, una comèdia amb tints dramàtics escrita pel dramaturg italià Eduardo De Filippo i en la qual actua al costat de Ernesto Alterio, José Manuel Seda i Yoima Valdés, entre d'altres.

## Vida personal
Es va separar del realitzador Manuel Ripoll en 1986 i és mare de la dramaturga Laila Ripoll i de l'il·luminador i actor Juan Ripoll.

## Premis i nominacions
Fotogramas de Plata
| Any  | Categoria                  | Sèrie/Muntatge      | Resultat      |
| ---- | -------------------------- | ------------------- | ------------- |
| 1996 | Millor actriu de teatre    | Rebeldía            | Semifinalista |
| 1995 | Millor actriu de televisió | Farmacia de guardia | Semifinalista |
| 1992 | Millor actriu de televisió | Farmacia de guardia | Guanyadora    |

Unión de Actores
| Any  | Categoria                                      | Sèrie               | Resultat |
| ---- | ---------------------------------------------- | ------------------- | -------- |
| 1994 | Millor interpretació protagonista de televisió | Farmacia de guardia | Nominada |
| 1992 | Millor interpretació protagonista de televisió | Farmacia de guardia | Nominada |

TP d'Or
| Any  | Categoria    | Sèrie               | Resultat   |
| ---- | ------------ | ------------------- | ---------- |
| 1995 | Mejor actriz | Farmacia de guardia | Nominada   |
| 1994 | Mejor actriz | Farmacia de guardia | Nominada   |
| 1993 | Mejor actriz | Farmacia de guardia | Guanyadora |
| 1992 | Mejor actriz | Farmacia de guardia | Guanyadora |
| 1991 | Mejor actriz | Farmacia de guardia | Guanyadora |

- Premi d' Honor del Festival Europeu de Telefilms Zoom Igualada (2008).

## Trajectòria

### Filmografia
- La conjura de El Escorial  (2008)
- Desde que amanece apetece  (2005)
- La vida perra de Juanita Narboni  (2005)
- La mujer de mi vida  (2001)
- Sueños en la mitad del mundo  (2001)
- Mi hijo Arturo  (2001)
- Y decirte alguna estupidez, por ejemplo, te quiero  (2000)
- Zabí král  (1991)
- Ni se te ocurra...  (1990)
- El río que nos lleva  (1989)
- Oro fino  (1989)
- Slugs, muerte viscosa  (1988)
- Los nuevos extraterrestres  (1983)
- Préstame tu mujer  (1981)
- El poderoso influjo de la luna  (1980)
- Largo retorno  (1975)
- Los pájaros de Baden-Baden  (1975)
- Open season (Los cazadores)  (1974)
- La cara del terror  (1962)
- Canción de juventud  (1962)

### Televisió
- Rabia (Cuatro, 2015)
- La última guardia (Antena 3, 2010)
- Cazadores de hombres (Antena 3)
  - Operación Mala Hierba (18 de novembre de 2008)
- Divinos (Antena 3, 2006)
- Hospital Central (Telecinco)
  - A ras (7 de setembre de 2004)
  - Hijos Difíciles (15 de setembre de 2004)
  - La noche de los muertos vivientes (22 de setembre de 2004)
  - A mano armada (29 de setembre 2004)
- Jacinto Durante, representante (La 1, 2000)
- En plena forma (Antena 3, 1997)
- Farmacia de guardia (Antena 3, 1991-1995)
- Historias del otro lado (La 1)
  - El Gran Truco (12 de juny de 1991)
  - Semiosis (19 de juny de 1991)
- Primera función (La 2) 
  - Ocho mujeres (27 de juliol de 1989)
- Tristeza de amor (La 1, 1986)
- La comedia (La 1)
  - Fácil virtud (29 de novembre de 1983)
- Don Baldomero y su gente (La 2, 1982)
- Verano azul (La 1, 1981)
- Ficciones (La 2)
  - De cuatro estrellas (1 d'octubre de 1981)
- Escrito en América (La 1) 
  - La hechizada (17 de juny de 1979)
- Noche de teatro (La 1)
  - Topaze (2 d'agost de 1974)
- Historias de Juan Español (La 1)
  - Juan Español, avaro (20 d'agost de 1973)
- A través de la niebla (La 1)
  - El regreso (25 d'octubre de 1971)
- Hora once (La 2)
  - El aderezo (23 d'octubre de 1971)
  - La escuela de los maridos (26 de febrer de 1973)
- Personajes a trasluz (La 1) 
  - Otelo (16 de juny de 1970)
- Las doce caras de Juan (La 1)
  - Virgo (9 de desembre de 1967)
- Historias de hoy (La 1)
  - El encuentro (14 de març de 1967)
- La pequeña comedia (La 1)
  - El barrio y el rascacielos (5 de novembre de 1966)
  - Un cheque al portador (7 de juny de 1968)
- Hermenegildo Pérez, para servirle (La 1)
  - Un marido futuro, muy futuro (19 d'agost de 1966)
- Tengo un libro en las manos (La 1)
  - El espadín (11 d'agost de 1966)
- Teatro de siempre (La 2)
  - La losa de los sueños (26 de gener de 1968)
- Teatro breve (La 1) 
  - La cruz y el cayado (1 de gener de 1966)
  - El prestamista de tiempo (7 d'agost de 1971)
  - Veneno activo (11 de desembre de 1980)
- Estudio 1 (La 1) 
  - Un plazo para vivir (20 d'octubre de 1965)
  - Cartas sin firma (17 de novembre de 1965)
  - El perro del hortelano (2 de febrer de 1966)
  - Metternich (26 de juliol de 1966)
  - Una doncella francesa (3 d'agost de 1966)
  - Los árboles mueren de pie (5 d'octubre de 1966)
  - La herida del tiempo (18 de gener de 1967)
  - El niño de los Parker (20 de febrer de 1968)
  - La herida luminosa (9 d'abril de 1968)
  - Usted puede ser un asesino (25 de juny de 1968)
  - Miedo al hombre (2 de juliol 1968)
  - La otra orilla (27 d'octubre de 1972)
  - Curva peligrosa (27 d'octubre de 1975)
  - Don José, Pepe y Pepito (6 de gener de 1980)
  - Una mujer sin importancia (6 de juliol de 1980)
  - En Flandes se ha puesto el sol (10 d'abril de 1981)
- Teatro de humor (La 1) 
  - El verdugo de Sevilla (28 de juny de 1965)
- Tras la puerta cerrada (La 1) 
  - La mujer fantasma (8 de gener de 1965)
- Historias para no dormir (La 1) 
  - NN23 (1 de gener de 1965)
  - Correctamente organizados (1 de gener de 1966)
  - La oferta (1 de març de 1966)
  - El vidente (17 de novembre de 1967)
- Primera fila (La 1)
  - Los endemoniados (19 de febrer de 1964)
  - Suspenso en amor (27 de gener de 1965)
- Novela (La 1)
  - Dos mujeres (2 de desembre de 1963)
  - Cenicienta 401 (10 de maig de 1965)
  - Altar mayor (14 de desembre de 1965)
  - La maleta (8 de gener de 1967)
  - Las mariposas cantan (15 de novembre de 1970)
  - Teresa (6 de juny de 1977)
  - El clavo (24 d'abril de 1978)
- Escala en hi fi (La 1, 1961-1963)